# Jesús del Carmen Soto
Jesús del Carmen Soto Morales (Antigua, Fuerteventura; 25 de diciembre de 1928-Arrecife, Lanzarote; 4 de mayo de 2003) fue un arquitecto del paisaje y consultor de construcción español. Vivió la mayor parte de su vida en Lanzarote, donde tuvo gran influencia en el patrimonio arquitectónico y natural. A principios de los años sesenta del siglo XX, introdujo una aproximación estética en la cual la naturaleza volcánica y accidentada de la isla fue integrada en la arquitectura, creando de esta forma un equilibrio sostenible entre el desarrollo turístico y el respeto por la naturaleza.
Desde 1968 Soto trabajó en estrecha colaboración con César Manrique; juntos fueron las figuras clave en el desarrollo de la isla. Si bien el nombre de Manrique es bien conocido, Soto está casi olvidado. Era reacio a cualquier exposición, pues se trataba de un hombre modesto que hizo su trabajo en silencio y no hablaba con la prensa. En los Jameos del Agua se estableció al final de 2017 una exposición permanente de su obra.